# Lista światowego dziedzictwa UNESCO w Mauretanii
Lista światowego dziedzictwa UNESCO w Mauretanii – lista miejsc w Islamskiej Republice Mauretańskiej wpisanych na listę światowego dziedzictwa UNESCO, ustanowioną na mocy Konwencji w sprawie ochrony światowego dziedzictwa kulturowego i naturalnego, przyjętą przez UNESCO na 17. sesji w Paryżu 16 listopada 1972 i ratyfikowaną przez Mauretanię 2 marca 1981 roku.
Obecnie (stan na 2023 rok) na liście znajdują się dwa obiekty: jeden obiekt dziedzictwa kulturowego oraz jeden o charakterze przyrodniczym.
Na mauretańskiej liście informacyjnej UNESCO – liście obiektów, które Mauretania zamierza rozpatrzyć do zgłoszenia do wpisu na listę światowego dziedzictwa – znajdują się trzy obiekty (stan na 2023 rok).

## Obiekty na liście światowego dziedzictwa UNESCO
Poniższa tabela przedstawia mauretańskie obiekty na liście światowego dziedzictwa UNESCO:
Nr ref. – numer referencyjny UNESCO;
Obiekt – polskie tłumaczenie nazwy wpisu na liście wraz z jej angielskim oryginałem;
Położenie – miasto, region; współrzędne geograficzne;
Typ – klasyfikacja według Komitetu Światowego Dziedzictwa:
- kulturowe (K)
- przyrodnicze (P)
- kulturowo–przyrodnicze (K,P)

Rok wpisu – roku wpisu na listę i rozszerzenia wpisu
Opis – krótki opis obiektu wraz z informacjami o jego zagrożeniu.
| Nr ref. | Obiekt | Zdjęcie | Położenie | Typ            | Rok  | Opis |
| ------- | --- | ------- | --- | -------------- | ---- | --- |
| 506     | Park Narodowy Banc d’Arguin Banc d'Arguin National Park                                                        |         | Region Dachlat Nawazibu 20°14′05,0″N 16°06′32,0″W/20,234720 -16,108890 | P (ix)(x)      | 1989 | Park narodowy położony na wybrzeżu Mauretanii, założony w 1978 roku i obejmujący obszar 12 tys. km². Na jego terenie zimują liczne gatunki ptaków wędrownych. W granicach parku znajduje się wyspa Arkin, na której zachowały się ruiny XVII-wiecznego holenderskiego fortu.  |
| 750     | Dawne ksary w Wadanie, Szinkicie, Tiszicie i Walacie Ancient Ksour of Ouadane, Chinguetti, Tichitt and Oualata |         | Region Haud asz-Szarki, Region Takant oraz Region Adrar 17°18′00″N 7°01′30″W/17,300000 -7,025000 18°26′30″N 9°29′30″W/18,441667 -9,491667 20°27′18,4″N 12°21′41,8″W/20,455121 -12,361622 20°55′58,4″N 11°37′16,7″W/20,932893 -11,621307 | K (iii)(iv)(v) | 1996 | Ksary, czyli ufortyfikowane wioski, zostały założone na przełomie XI i XII wieku. Ich celem była ochrona karawan przekraczających Saharę. Pełniły również funkcje przystanków handlowych oraz ośrodków religijnych, dzięki czemu stały się głównymi ogniskami kultury islamu. |

## Obiekty na mauretańskiej liście informacyjnej UNESCO
Poniższa tabela przedstawia obiekty na mauretańskiej liście informacyjnej UNESCO:
Nr ref. – numer referencyjny UNESCO
Obiekt – polskie nazwa obiektu wraz z jej francuskim oryginałem na mauretańskiej liście informacyjnej
Położenie – miasto, region; współrzędne geograficzne
Typ – klasyfikacja według zgłoszenia:
- kulturowe (K)
- przyrodnicze (P)
- kulturowo–przyrodnicze (K,P)

Rok wpisu – roku wpisu na listę informacyjną
Opis – krótki opis obiektu wraz z informacjami o jego zagrożeniu.
| Nr ref. | Obiekt                                                                  | Zdjęcie | Położenie                                                        | Typ                | Rok  | Opis |
| ------- | ----------------------------------------------------------------------- | ------- | ---------------------------------------------------------------- | ------------------ | ---- | --- |
| 1545    | Krajobraz kulturowy Azougui Paysage culturel d'Azougui                  |         | Region Adrar 20°24′19″N 13°06′40″W/20,405278 -13,111111          | K (iii)(iv)(v)(vi) | 2001 | Stanowisko archeologiczne położone w północno-zachodniej Mauretanii. W XII wieku znajdowała się tutaj siedziba Almorawidów. Na terenie stanowiska odnaleziono petroglify oraz ruiny cytadeli i nekropolii. |
| 1546    | Stanowisko archeologiczne Kumbi Salih Site archéologique de Kumbi Saleh |         | Region Al-Asaba 15°45′56″N 7°58′07″W/15,765556 -7,968611         | K (iii)(iv)(v)(vi) | 2001 | Miasto Kumbi Salih znajduje się w rejonie współczesnego miasta Kifa. Zostało założone w III wieku przez lud Mande. W średniowieczu było stolicą Imperium Ghany.                                            |
| 1547    | Stanowisko archeologiczne Tegdaoust Site archéologique de Tegdaoust     |         | Region Haud al-Gharbi 17°25′00″N 10°25′00″W/17,416667 -10,416667 | K (iii)(v)         | 2001 | Miasto Audaghust, znane również jako Tegdaoust, położone jest na północ od miasta Tamszikit. Zostało założone w V wieku p.n.e. W XVII wieku zostało porzucone przez jego mieszkańców.                      |